# Berliner Märchentage
Les Berliner Märchentage (en français, les jours du Conte berlinois) ont été fondés le 2 avril 1990, date de l'anniversaire d'Hans Christian Andersen. Depuis le festival a lieu chaque année pendant 17 jours au mois de novembre.
Pendant cette période, les Berliner Märchentage présentent chaque année une culture étrangère et/ou un thème lié aux contes. En partenariat avec les ambassades et les institutions des pays et thèmes concernés, les contes de fées, les mythes, légendes et histoires de toutes les époques sont présentés par des artistes internationaux sous la forme de lectures, heures de contes, de danse, de théâtre et des spectacles musicaux dans des bibliothèques, librairies, écoles et salles de spectacles. De plus, des colloques scientifiques, des expositions et des représentations cinématographiques sont organisés.
Organisateur du festival, l'association Märchenland e.V. a été créée en 2004 à Berlin, soutenue par le Senatsverwaltung für Bildung, Jugend und Sport Berlin (Ministère de l'Éducation, de la Jeunesse et des Sports de Berlin), par la Senatsverwaltung et par le Senatsverwaltung (centre fédéral pour l'Éducation politique). En raison du nombre important de manifestations, les Berliner Märchentage sont connus pour être le plus grand festival de contes au monde.

## Historique
| Période                    | Thème allemand                                                                       | Thème Français                                                                                            | Parrainage | Nombre de manifestations | Lieux de manifestations      | Visiteurs |
| -------------------------- | ------------------------------------------------------------------------------------ | --- | --- | ------------------------ | ---------------------------- | --------- |
| du 23.11.2000 au 3.12.2000 | „Nordische Märchen, Mythen und Geschichten“                                          | "Contes, Mythes et histoires nordiques"                                                                   | Le Maire de Berlin Eberhard Diepgen L'Ambassade des pays nordiques | 450                      | 200                          | 40.000    |
| du 8 au 18.11.2001         | „Märchen und Geschichten aus 2001 Nacht“                                             | "Contes et histoires des 2001 nuits"                                                                      | Le Maire de Berlin Klaus Wowereit Président de la Deutsch-Arabischen Gesellschaft Secrétaire général de la ligue Arabe | 500                      | 200                          | 50.000    |
| du 14 au 24.11.2002        | „Die Schatzkammer des Zaren“                                                         | " La salle au trésor du tsar"                                                                             | Le Maire de Berlin Klaus Wowereit Ambassadeur de Russie Sergej B. Krylow | 600                      | 250                          | 75.000    |
| du 6 au 16.11.2003         | „Märchen, Mythen, Mittelmeer“                                                        | "Contes, mythes, méditerranée"                                                                            | Le Maire de Berlin Klaus Wowereit Ministre des affaires culturelles italiennes Prof. Giuliano Urbani Ministre de la culture grecque Prof. Dr. Evangelos Venizelos | 700                      | 250                          | 77.000    |
| du 5 au 21.11.2004         | „Sechzehn auf einen Streich“                                                         | "Seize d'un seul coup"                                                                                    | Le Maire de Berlin Klaus Wowereit Présidents du Bundesrat Dieter Althaus et Matthias Platzeck | 1.077                    | 350 à Berlin et Brandenbourg | 100.000   |
| du 3 au 20.11.2005         | „Hans Christian Andersen“                                                            | "Hans Christian Andersen"                                                                                 | Le Maire de Berlin Klaus Wowereit La reine Margrethe II de Danemark | 1.500                    | 400 à Berlin et Brandenbourg | 150.000   |
| du 2 au 19.11.2006         | „Die Donau – ein Märchenfluss“                                                       | "Le Danube - un fleuve merveilleux"                                                                       | Le Maire de Berlin Klaus Wowereit | 1.000                    | 275 à Berlin et Brandenbourg | 160.000   |
| du 8 au 25.11.2007         | „Von Löwenherzen und Räubertöchtern“                                                 | "Des cœurs de lions et des filles de brigands"                                                            | Le Maire de Berlin Klaus Wowereit Ambassadrice de la Suède Ruth Jacoby | 850                      | 350 à Berlin et Brandenbourg | 150.000   |
| du 6 au 23.11.2008         | „TELLstories – Schweizer Märchen“                                                    | "TELLstories - Contes suisses"                                                                            | Le Maire de Berlin Klaus Wowereit Ambassadeur suisse Dr. Christian Blickenstorfer | 827                      | 350 à Berlin et Brandenbourg | N.C       |
| du 5 au 22.11.2009         | „Weltgeschichten – Von Schöpfern und Geschöpfen“                                     | "Histoires mondiales - de créateurs et créatures"                                                         | Le Maire de Berlin Klaus Wowereit Office des affaires étrangères | 930                      | 350 à Berlin et Brandbourg   | N.C       |
| du 4 au 21.11.2010         | „Vom Rio Grande bis Feuerland – Märchen und Geschichten“                             | "De Rio Grande jusqu'en Terre de Feu - Contes et histoires"                                               | Le Maire de Berlin Klaus Wowereit Ambassadeur de la République de l'Équateur et président du des ambassades d'Amérique Latine et des Caraïbes, Horacio H. Sevilla Borja                                                                                              | 730                      | 350 à Berlin et Brandbourg   | N.C       |
| du 10 au 27.11.2011        | „Das Land der unbegrenzten Möglichkeiten – Märchen und Geschichten aus den USA“      | Le pays aux possibilités infinies - Contes et histoires venus des États-Unis                              | Le Maire de Berlin Klaus Wowereit Ambassadeur des États-Unis, Philip D. Murphy | 700                      | 350 à Berlin et Brandenbourg | N.C       |
| du 8 au 25.11.2012         | „ROTKÄPPCHEN KOMMT AUS BERLIN!“ 200 Jahre „Kinder- und Hausmärchen“ der Brüder Grimm | LE PETIT CHAPERON ROUGE VIENT DE BERLINǃ Les 200 ans des Contes de l'enfance et du foyer des Frères Grimm | Le Maire de Berlin Klaus Wowereit | 1 200                    | 350 à Berlin et Brandenbourg | N.C       |
| du 7 au 24.11.2013         | „In 18 Tagen um die Welt“ Märchen und Geschichten aus der Frankophonie               | "Le tour du monde en 18 jours" Contes et histoires de la francophonie                                     | Le Maire de Berlin Klaus Wowereit Ambassadeur de la République Française, Maurice Gourdault-Montagne Ambassadrice du Canada, Marie Gervais-Vidricaire Ambassadeur de la République du Togo, Essohanam Comla Paka Ambassadeur du Royaume du Cambodge, Dr. Widhya Chem | 800                      | 300 à Berlin et Brandebourg  | N.C       |
| du 6 au 23.11.2014         | ONCE UPON A TIME Märchen und Geschichten aus dem Vereinigten Königreich              | ONCE UPON A TIME Contes et histoires du Royaume-Uni                                                       | Le Maire de Berlin Klaus Wowereit Ambassadeur du Royaume-Uni et de l'Irlande du Nord, Sir Simon McDonald | 850                      | 300 à Berlin et Brandebourg  | N.C       |
| du 5 au 22.11.2015         | Von KARAWANEN, WÜSTEN und OASEN Märchen und Geschichten aus der arabischen Welt      | Des caravanes, déserts et oasis Contes et histoires du monde arabe                                        | Le Maire de Berlin Michael Müller Ambassadeur d'Arabie Saoudite, Doyen du Conseil des ambassades arabes, Son Excellence Prof. Dr. Med. Ossama Abdul Majed Shobokshi                                                                                                  | 850                      | 300 à Berlin et Brandenbourg | N.C       |
| du 3 au 20.11.2016         | DORNRÖSCHEN ERWACHT…! Mädchen und Frauen in Märchen und Geschichten                  | LA BELLE AU BOIS DORMANT SE RÉVEILLE....ǃ Filles et femmes dans les contes et histoire                    | Le Maire de Berlin Michael Müller Présidente de Willkommen in Berlin, Tone Korssund-Eichinger | 800                      | 300 à Berlin et Brandenbourg | N.C       |
| du 9 au 26.11.2017         | „Die Liebe ist eine Himmelsmacht - Märchen und Geschichten von Liebe und Hasse“      | "L'amour est un cadeau du ciel - Contes et histoires d'amour et de haine"                                 | |                          |                              |           |

## Cérémonie de remise du Goldene Erbse
En 2005, pour le 200ème anniversaire de Hans Christian Andersen, le prix d'honneur du Goldene Erbse (en francais, le Petit Pois d'Or) a vu le jour pour la première fois. Basé sur le conte « La princesse au petit pois » il est décerné par la directrice à des célébrités actuelles engagés culturellement et socialement qui œuvrent pour le bien. Aujourd'hui, la remise de prix est l'apogée du festival.
| Date       | Lieux de la cérémonie                            | Lauréats |
| ---------- | ------------------------------------------------ | --- |
| 3.11.2005  | Rotes Rathaus, Festsaal                          | Son Altesse Royale, la Grande-Duchesse de Luxembourg, Maria Teresa Mestre Uwe-Karsten Heye Klaus Wowereit                            |
| 25.11.2007 | Rotes Rathaus, Festsaal                          | Peter Maffay Henning Mankell Heidi Oetiger                                                                                           |
| 23.11.2008 | Rotes Rathaus, Festsaal                          | Jette Joop Pasteur Ernst Sieber Bernd Siggelkow                                                                                      |
| 5.11.2009  | Goya Berlin                                      | Reinhold Messner Sabine Christiansen Dirk Rossmann                                                                                   |
| 4.11.2010  | Palazzo-Spiegelpalast                            | Stephanie zu Guttenberg Iris Berben Marion Horn                                                                                      |
| 15.11.2011 | Estrel Festival Center                           | Gail Halvorsen Steffi Jones Carmen Nebel Bettina Wulff                                                                               |
| 20.11.2012 | ZDF-Hauptstadtstudio                             | Dr. Hermann Bühlbecker Prof.Hans Georg Näder Vicky Leandros Alfred Theodor Ritter                                                    |
| 7.11.2013  | Ambassade du Canada                              | Prof. Monika Grütters Ulrich Wickert Patricia Riekel                                                                                 |
| 6.11.2014  | Ambassade du Royaume-Uni et de l'Irlande du Nord | Anna Loos Sir Rocco Forte Walter Kohl Royston Maldoom Sir David Chipperfield                                                         |
| 10.11.2015 | Konzerthaus Berlin                               | Prof. Dr. Norbert Lammert Son Excellence Sheikha Jawaher Bint Mohammed Al Qasimi Ali M. Thunayan Al-Ghanim Khadra Sufi Naserr Shamma |
| 14.11.2016 | Hôtel Adlon Berlin                               | Susanne Klatten Regina Ziegler Sophie Boissard                                                                                       |

## Concours international des écoliers
Créé en 1998, un concours d'écriture et d'illustration pour enfant se tient chaque année en liens avec les Berliner Märchentage. Ouvert à toute l'Allemagne en 2004, puis au monde entier en 2008, l'équipe de Märchenland et un jury composé de d'auteurs pour enfants, de conteurs, de spécialistes des contes, de professeurs, de journalistes et d'administrateurs des Bundesministerien choisissent les lauréats. Parmi d'autres prix, les 12 premiers obtiennent leur place dans la publication d'un calendrier et les trois premiers sont invités à Berlin pour la cérémonie de remise de prix.
| Année | Thème allemand                                                                        | thème francais                                                                                   |
| ----- | ------------------------------------------------------------------------------------- | ------------------------------------------------------------------------------------------------ |
| 2004  | „Kinder lügen mit Münchhausen um die Wette“                                           | "Les enfants simulent mieux que Münchhausen"                                                     |
| 2005  | „Mit den Galoschen des Glücks durch Zeit und Raum“                                    | "À travers l'espace et le temps avec les galoches du bonheur"                                    |
| 2006  | „Märchenballaden vom Wasser“                                                          | "Ballades fabuleuses sur l'eau"                                                                  |
| 2007  | „Ich mach’ mir die Welt, wie sie mir gefällt“                                         | "Je réinvente le monde comme il me plait"                                                        |
| 2008  | „Von Gipfeln und Grotten – Märchenballaden aus Höhen und Tiefen“                      | "De la grotte au sommet - Ballades fabuleuses des hauteurs et profondeurs"                       |
| 2009  | „Weltraum-Geschichten von fernen Planeten und unbekannten Kreaturen“                  | "Espace-Histoires de planètes lointaines et de créatures inconnues"                              |
| 2010  | „Das Geheimnis der vergessenen Bücher“                                                | "Le secret des livres oubliés"                                                                   |
| 2011  | „Neue Helden braucht die Welt“                                                        | "Le monde a besoin de nouveaux héros"                                                            |
| 2012  | „Wenn ich König von Deutschland wär…“                                                 | "Si j'étais roi d'Allemagne..."                                                                  |
| 2013  | „In den Wassern unserer Erde“                                                         | "Dans les eaux de notre terre"                                                                   |
| 2014  | „Sich gruseln oder mutig sein, das ist hier die Frage!“                               | "Avoir peur ou être courageux, telle est la question"                                            |
| 2015  | „Aladin, der Dschinn aus der Wunderlampe und ich“                                     | "Aladin, le génie de la lampe et moi"                                                            |
| 2016  | „Auf die Dauer hilft nur Doppel-Power! (Super)Heldinnen und (Super)Helden in Aktion.“ | "À la longue, les supers pouvoirs sont la solutionǃ (Super) héroïnes et (super) héros en action" |
| 2017  | „Alles Liebe oder was?“                                                               | "Tout n'est qu'amour, c'est ça?"                                                                 |